# Burg Rohr (Kremstal)
Die Burg Rohr, auch Veste Rohr genannt, ist eine abgegangene Höhenburg in der gleichnamigen Gemeinde Rohr im Kremstal bei Kremsmünster auf einem von einem Weiher umgebenen Hügel.

## Geschichte
Die Burg Rohr war Sitz der Rohrer, die ursprünglich aus Bayern stammten und eine Reihe bedeutender geistlicher und weltlicher Amtsträger hervorbrachte. Die Rohrer waren auch Verwandte des bedeutenden Grafen Bebo von Abensberg (um 1002). Der bayerische Stammsitz der Rohrer im Rottal war nach Michael Wening ein einfacher zweistöckiger Bau mit kleinen Türmchen.

Wappen der Rohrer

Neben der bayerischen Linie existierte im Innviertel ein weiterer Zweig der Familie. 1138 wird in den Traditionen des Stifts Ranshofen „apud Rore“ erwähnt. Überlieferte Namen sind Raffold von Rohr (1090–1140), Helmbrecht (um 1110) und Chadelhoch (1140 und 1141). Dessen Bruder hieß Chadelhoch der Lange. Der Sohn Reicher des Friedrich von Rohr wurde Geistlicher. Der zweite Sohn Otto I. (1142–1170) hatte wiederum drei Söhne: Poppo (1150–1195), Raffold (1157) und Otto II. (1170–1206). Dessen Sohn Otto III. wird 1207 erwähnt. Er schenkte dem Kloster Gleink 1234 einen Hof in Stadlkirchen und dem Spital am Pyrn 1234 den Kremshof. 1256 brach Unheil über Otto III. aus: Er saß mit Ortlof von Volkersdorf und dem landesfürstlichen Schreiber von Enns Witiko (Witigo), Hauptmann im Dienste des König Ottokar von Böhmen, an einer Tafel im Stift St. Florian. Bei dem Essen brach ein Streit aus, in dessen Verlauf Otto III. bzw. Ortlof den Witiko erstachen. Otto wurde daraufhin mit Landesverweisung und Einziehung seiner Güter bestraft. Er floh zu seinen Verwandten nach Bayern. Die Burg Rohr wurde im Auftrag von König Ottokar 1256 zerstört. Die Rohrer verlegten daraufhin ihren Hauptsitz nach Leonstein, welche dann aber bei der sogenannten Rohrer Fehde 1390 zerstört wurde.
Unter dem römisch-deutschen König Rudolf von Habsburg finden sich die Söhne des Otto III., Hans (1277–1299) und Otto IV. (1284–1295), wieder in Oberösterreich. Hans erhielt 1282 von Herzog Albrecht die Erlaubnis, die Burg Rohr wieder aufzubauen (1284). Um 1303 verkauften die Rohrer ihre Burg an die römische Königin Elisabeth. Als Burggraf wird Heinrich von Rappach, Richter zu Hall, eingesetzt. Mitte des 14. Jahrhunderts wird Rohr an Berthold I. von Losenstein verpfändet. Herzog Albrecht III. löste 1357 die Burg wieder ein, wobei er sich Geld von Dietmar von Aisterheim lieh. 1358 wurde die Burg an Helmhart Jörger verpfändet. 1380 wurde Rohr endgültig zerstört.
Bereits 1430 und 1495 wurde Rohr als Burgstall bezeichnet, der im 15. Jahrhundert vollständig zerfiel.

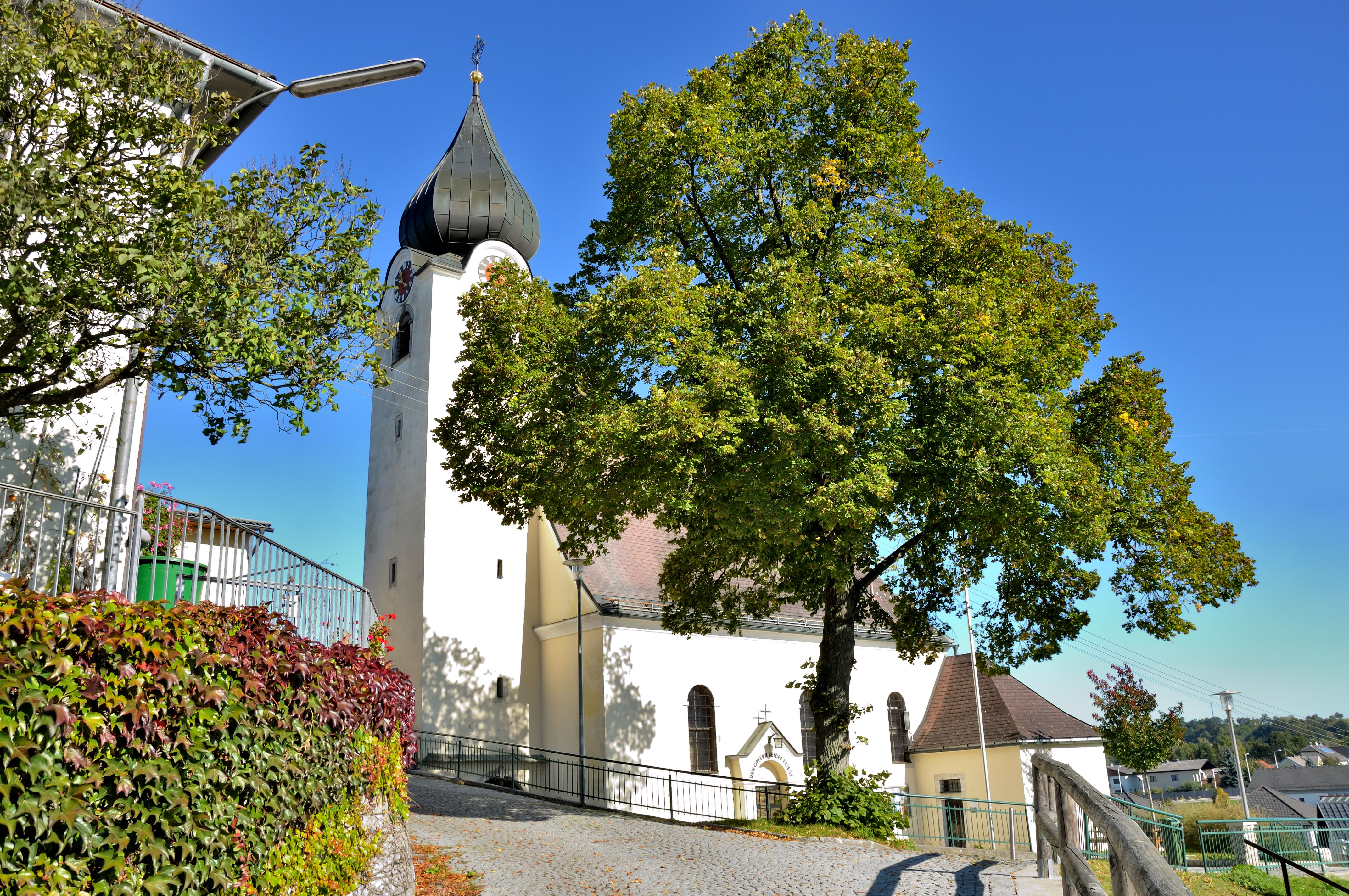
Pfarrkirche Mariä Himmelfahrt In Rohr im Kremstal

## Burg Rohr heute
1660 ließ der Abt von Kremsmünster die Burgkapelle abtragen und an ihrer Stelle die Kirche in Unterrohr errichten (heute Katholische Pfarrkirche Mariä Himmelfahrt). Ein Steinwappen der Rohrer mit der Jahreszahl 1577 fand man 1880, es wird in Schloss Achleiten aufbewahrt.
Aus den Resten der Burg ist neben der Kirche auch ein Gasthaus entstanden.